# Meridiano 104 E
O meridiano 104 E é um meridiano que, partindo do Polo Norte, atravessa o Oceano Ártico, Ásia, Oceano Índico, Oceano Antártico, Antártida e chega ao Polo Sul. Forma um círculo máximo com o Meridiano 76 W.
Começando no Polo Norte, o meridiano 104º Este tem os seguintes cruzamentos:
| País, território ou mar | Notas                                                      |
| ----------------------- | ---------------------------------------------------------- |
| Oceano Ártico           |                                                            |
| Rússia                  | Ilha Bolchevique                                           |
| Oceano Ártico           | Mar de Kara                                                |
| Rússia                  | Passa no Lago Baikal                                       |
| Mongólia                |                                                            |
| China                   |                                                            |
| Vietname                |                                                            |
| Laos                    |                                                            |
| Vietname                |                                                            |
| Laos                    |                                                            |
| Tailândia               |                                                            |
| Camboja                 |                                                            |
| Vietname                | Ilha Phú Quốc                                              |
| Golfo da Tailândia      |                                                            |
| Mar da China Meridional |                                                            |
| Malásia                 |                                                            |
| Singapura               |                                                            |
| Indonésia               | Ilha Batam                                                 |
| Mar da China Meridional |                                                            |
| Indonésia               | Ilha Samatra                                               |
| Oceano Índico           |                                                            |
| Oceano Antártico        |                                                            |
| Antártida               | Território Antártico Australiano, reclamado pela Austrália |